# Fiodor I
Fiodor I (ur. 1557, zm. 7 stycznia?/17 stycznia 1598) – car Rosji w latach 1584–1598, syn Iwana IV (1530–1584) i Anastazji Romanowny Zacharyny. Ostatni przedstawiciel dynastii Rurykowiczów na tronie carskim.

## Życiorys
Fiodor Iwanowicz był trzecim synem cara Iwana Groźnego, drugim, który dorósł wieku dojrzałego. Następcą tronu był jego starszy o trzy lata brat – Iwan. Fiodor w odróżnieniu od energicznego brata i ojca był człowiekiem spokojnym, niezwykle pobożnym i niezbyt inteligentnym. Nie był przygotowywany do pełnienia władzy, stale też chorował. W roku 1581 został niespodziewanie następcą tronu po tym, jak jego ojciec w czasie kłótni z carewiczem Iwanem ranił go śmiertelnie. Trzy lata później, po śmierci ojca, został koronowany na cara Wszechrusi (31 maja?/10 czerwca 1584).

## Rządy Godunowa
Fiodor, jeszcze za życia ojca (w roku 1580), poślubił Irinę Fiodorowną Godunową (1557–1603), siostrę Borysa Godunowa – doradcy cara Iwana IV. Po objęciu tronu przez Fiodora I to Godunow sprawował faktyczne rządy. Car nie zajmował się sprawami państwowymi, troszczył się jedynie o swój pałac kremlowski. Tymczasem książę Borys Godunow w wojnie ze Szwecją (1590–1595) odebrał kilka miast w rejonie jeziora Ładoga i skutecznie bronił kraju przed wypadami tatarskimi z Krymu. Największym sukcesem za panowania Fiodora I było jednak powołanie patriarchatu w Moskwie. W roku 1588 przybył do Moskwy patriarcha Konstantynopola Jeremiasz II w celu poszukiwania pomocy i funduszy u najsilniejszego z prawosławnych władców. Godunow od razu rozpoczął starania, by w zamian za pomoc podniesiono metropolię moskiewską do rangi patriarchatu. Zwołany pospiesznie sobór wybrał Hioba na patriarchę „Moskwy i wszej Rusi”. Intronizacja odbyła się w obecności Jeremiasza II i cara Fiodora w soborze Uspieńskim 26 stycznia 1589.
Jakkolwiek Godunow okazał się zręcznym politykiem, to jednak sytuacja Rosji była w tym czasie katastrofalna. Kraj był wyczerpany po przegranej wojnie z Polską (wojna polsko-rosyjska 1577-1582) i krwawej polityce cara Iwana (opricznina). Ostatnie dwudziestolecie XVI wieku było bardzo ciężkie dla gospodarki państwa rosyjskiego. Chłopi buntowali się z powodu zwiększenia ucisku pańszczyźnianego i ograniczenia ich wolności przez poprzedniego cara. Godunow chciał ulżyć doli chłopów, nie mógł jednak wystąpić przeciw bojarom, na których opierało się carskie samodzierżawie. Kryzys społeczny widoczny wyraźnie za panowania Fiodora I miał się po jego śmierci przerodzić w głęboki kryzys polityczny, zwany Wielką Smutą. Jedną z przyczyn załamania się państwa rosyjskiego po śmierci Fiodora była sprawa następstwa tronu.

## Problem następstwa tronu
Małżeństwo Fiodora i Iriny przez lata pozostawało bezdzietne. Jedynym następcą tronu i ostatnim Rurykowiczem był więc przyrodni brat Fiodora, urodzony w roku 1582, Dymitr – syn Iwana IV i jego ostatniej (siódmej) żony, Marii Nagoj. Zaraz po tym jak Borys Godunow przejął ster rządów, zesłał młodego carewicza do Uglicza. Tam, w niezbyt jasnych okolicznościach, młody carewicz zginął 15 maja 1591 roku. Ówcześni dość powszechnie oskarżali o zamordowanie Dymitra samego Godunowa, który dążył do zagarnięcia tronu. Rok później, po niemal 12 latach małżeństwa Irina niespodziewanie urodziła córkę – Feodozję. Dziewczynka zmarła jednak w wieku dwóch lat (1594). Chorowity car nie doczekał się więcej potomków. Fiodor I był ostatnim z ciągu Rurykowiczów panujących w Moskwie od chwili powstania Księstwa Moskiewskiego. Po jego śmierci Sobór Ziemski obrał carem Borysa Godunowa (1598–1605). Za jego panowania jednak mieli pojawić się kolejni samozwańcy podający się za cudownie ocalałego carewicza Dymitra. Ostatnim władcą moskiewskim z dynastii Rurykowiczów był jednak Wasyl IV Szujski panujący w latach 1606-1610.